# Tom Schilling
Tom Schilling, född 10 februari 1982 i Berlin, är en tysk skådespelare. 

## Biografi
Tom Schilling växte upp i stadsdelen Mitte i Berlin och tog examen på John Lennon-gymnasiet i Berlin. Han började som barn att spela teater på Berliner Ensemble och fick sitt genombrott i filmen Crazy. 2006 mottog han ett stipendium till Lee Strasbergs skola i New York.
Schilling har sedan bland annat medverkat i Führerns elit, där han spelade guvernörssonen Albrecht Stein, elev på en tysk nationalpolitisk internatskola ("Napola") under andra världskriget. 2009 spelade han även en ung Adolf Hitler i Mein Kampf. 2012 blev han uppmärksammad för huvudrollen i Oh Boy. Han har även medverkat i mini-serien Krigets unga hjärtan. 2016 var han med i den uppmärksammade miniserien NSU-Hatets underjord, om nazi-terrorgruppen NSU (Nationalsozialistischer Untergrund) som grundades i forna Östtyskland. Tom har även huvudrollen i Berlin – under samma himmel (2017), Never Look Away (2018) som visats på SVT samt i Netflixserien Ett mord i taget (2024).

## Tv-serier/filmer (urval)
- 2000: Crazy
- 2004: Führerns elit
- 2009: Mein Kampf (Dawn of Evil: Rise of the Reich)
- 2012: Oh Boy (A Coffee In Berlin)
- 2012: Ludwig II
- 2013: Krigets unga hjärtan
- 2015: Woman in Gold
- 2016: NSU-Hatets underjord (Mitten in Deutschland: NSU)
- 2017: Berlin – under samma himmel
- 2018: Never Look Away
- 2019: The Goldfish
- 2019: Lara
- 2019: Brecht (film)
- 2020: I Berlin växer inga apelsinträd
- 2021: Fabian: Going to the Dogs
- 2022: Stasikomedi
- 2023: Påfågeln (film)
- 2024: Ett mord i taget
- 2024: En miljon minuter